# Briser le code
Pour plus de détails, voir Fiche technique et Distribution.
Briser le code est un film documentaire québécois réalisé par Nicolas Houde-Sauvé et produit par Marie-Pierre Corriveau et Pierre Dubois, sorti le 29 janvier 2020. 
Sur les thèmes du reniement identitaire, de la glottophobie, des dynamiques de pouvoir entre majorité-minorité, du racisme systémique, de l'alternance codique et des microagressions, ce documentaire se porte sur les vécus des personnes non blanches au Québec et le code, c'est-à-dire les attitudes, gestes et comportements que celles-ci doivent adopter pour se fondre dans la majorité blanche franco-québécoise sans déranger.

## Synopsis
Briser le code est un documentaire qui vise à sensibiliser la majorité québécoise qu'il existe actuellement au Québec, pour les minorités visibles et les Autochtones, un code à suivre dans le but d'éviter la discrimination et ne pas déranger, malgré l'ouverture de la société québécoise. Fabrice Vil, narrateur du documentaire, invite la majorité franco-québécoise à faire preuve d'empathie en se mettant à la place des minorités et à amorcer un dialogue autour du racisme au Québec.
Parmi les dizaines de participants, le documentaire se focalise principalement sur les histoires de trois intervenants racisés de seconde génération et d'un intervenant autochtone: 
- Fabrice Vil, fondateur de l'organisme Pour 3 Points[4],[5], chroniqueur et ex-avocat haïtiano-québécois qui devait à maintes reprises dissimuler son ethnicité haïtienne.
- André Ho, un intervenant communautaire né de réfugiés chinois du Viêt Nam[6] qui devait jouer le rôle de traducteur lors de son enfance pour ses parents allophones pauvres.
- Sonia Djelidi, conseillère en communication d'ascendance tunisienne et de confession musulmane à qui on a assigné le rôle de la minorité modèle.
- Alexandre Vollant, un comédien innu de Pessamit[3] ayant déménagé dans la communauté largement blanche de Forestville pour ses études secondaires et qui a dû renier son autochtonie pour s'assimiler dans son milieu scolaire.

## Fiche technique
- Titre : Briser le code
- Narration : Fabrice Vil
- Réalisation  : Nicolas Houde-Sauvé
- Scénarisation : Nicolas Houde-Sauvé
- Recherche : Marie-Pierre Chazel, Fadwa Lapierre, Mylène Péthel, Dania Suleman
- Comité consultatif : Dorothy Alexandre, Manuelle-Alix Surprenant, Widia Larivière
- Musique : Serge Nakauchi Pelletier
- Photographie : Nicolas Bilodeau et Maxime Pilon-Landais
- Montage : Martin Gagnon
- Mixage sonore : Dominic Despins
- Production : Marie-Pierre Corriveau et Karine Dubois
- Sociétés de production :  Picbois Productions
- Sociétés de distribution : Télé-Québec
- Pays d'origine :  Canada
- Langue originale : Français
- Genre: Documentaire
- Durée : 52 minutes
- Date de sortie : 29 janvier 2020

## Autour du film

### Le Lexique
Le Lexique est une série de capsules vidéos éducatives présentées par Maïtée Labrecque-Saganash, Garihanna Jean-Louis et Reda Saoui qui expliquent le sens de termes employés dans le documentaire et liés au racisme sur le ton de l'humour.

#### Fiche technique
- Titre : Le Lexique
- Réalisation : Ky Vy Le Duc
- Production au contenu : Dorothy Alexandre
- Scénarisation : Judith Lussier
- Habillage graphique : Nathalie Dubé
- Montage : Ky Vy Le Duc
- Animation : Maïtée Labrecque-Saganash, Reda Saoui et Garihanna Jean-Louis
- Musique : Universal Production Music
- Production : Marie-Pierre Corriveau et Karine Dubois
- Sociétés de production : Picbois Productions
- Recherche : Fadwa Lapierre
- Nombre d'épisodes : 10
- Durée : 5 minutes

### Le Déclic
Le Déclic  est une podcast documentaire de six épisodes réalisé par le collectif Noor où les invités racisés et autochtones témoignent de l'instant où ils ont réalisé le traitement différentiel qu'ils subissaient et qu'ils devaient changer leur comportement pour se conformer aux dictats de la majorité blanche,,.

#### Fiche technique
- Titre : Le Déclic
- Création : Collectif Noor
- Réalisation : Vanessa Compère, Ornella Tannous & Soraya Elbekkali
- Production au contenu : Dorothy Alexandre
- Consultation à la réalisation : Judith Brès
- Conception sonore : Thierry Gauthier
- Musique : Guillaume Hubermont
- Montage : Catherine Legault
- Production : Karine Dubois & Marie-Pierre Corriveau
- Sociétés de production : Picbois Productions
- Sociétés de distribution : Télé-Québec
- Pays d'origine :  Canada
- Langue originale : Français
- Format : Podcast
- Genre : Documentaire
- Nombre d'épisodes : 6
- Durée : 15 minutes